# ほとんど (数学)
数学において、ほとんど (almost) という語は、ある厳密な意味で用いられる専門用語である。主に「測度 0 の集合を除いて」という意味であるが、それ単体で用いることはあまりなく、「ほとんど至るところで (almost everywhere)」「ほとんど全ての (almost all)」などの決まり文句でひとつの意味を形成する。

## ほとんど至るところで
測度空間において、ある性質 P を満たさない点の集合の測度が 0 である (正確には、測度0のある集合にそれが含まれる) 場合、ほとんど至るところで（英: almost everywhere、略して a.e.、仏: presque partout、略して p.p.）P を満たす、という。実数上で考えている場合は、通常ルベーグ測度を用いる。

### 使用例
- f をディリクレの関数とすると、ほとんど至るところで f(x) = 0 である。このことを f(x) = 0 a.e. などと表す。その一方、f(x) ≠ 0 なる x も無数に存在する。
- 単調関数 I → R（I は実数の区間） は、ほとんど至るところで有限の微分係数をもつ[2]。
- 有界な関数 f : (a, b) → R がリーマン可積分であるための必要十分条件は、ほとんど至るところで f が連続であることである[3]。

## ほとんど確実に
本質的に「ほとんど至るところで」と同等の意味であるが、確率論において、測度として確率測度 P を考えている場合は、ほとんど確実に（almost surely、略して a. s.、または almost certainly とも）という用語を用いる。すなわち、事象 E に対して、P(E) = 1 であるとき、「ほとんど確実に E が起こる」とか「E の起こる確率が 1 である」という。
初等的な確率論では考えられないことであるが、確率が 1 であるとは、そうならない事象が存在しない、という意味ではない。例えば、コイントスを繰り返していつかは表が出る確率は 1 であるが、延々と裏が出続けるという事象も概念上は存在する。しかしその確率は 0であって、「ほとんど確実にいつかは表が出る」といえる。

## ほとんど全ての
ほとんど全ての（almost all、略して a. a.）という表現は、いくつかの意味で用いられるため、明示的に説明がなければ、どの意味であるかは文脈から判断しなければならない。
第1に、「ほとんど全ての点で」という表現が「ほとんど至るところで」と同じ意味で用いられる。
第2に、「有限個の…を除いて」という意味で用いられる（補有限）。例えば、「自然数 n はほとんど全ての素数と互いに素である」といった場合、それは「n と互いに素ではない素数（すなわち n を割り切る素数）は高々有限個しかない」という意味である。
第2の意味で「ほとんど全ての」と表現する場合、必ず無限集合が背景にある。先の例では素数全体の集合 P が無限集合であり、n と互いに素である素数の集合を S とした場合、差集合 P − S が有限集合であることを意味したのであった。もしも P が元々有限集合であったならば、「ほとんど全ての」とは表現しない。
第3に、主に整数論で用いられる用法として、その性質を持つ自然数の「割合」が 1 であることを意味する。より正確に述べるならば、x 以下で性質 P を持つ自然数の個数を P(x) で表したとき、
{\displaystyle \lim _{x\to \infty }{\frac {P(x)}{x}}=1}
である場合に、「ほとんど全ての自然数は性質 P を持つ」という。例えば素数定理より、（素数は無数に存在するにもかかわらず）ほとんど全ての自然数は合成数である。